# Granollers
Granollers je město v Katalánsku, centrum comarky Vallès Oriental v provincii Barcelona, 26 km severovýchodně od Barcelony. Žije zde 58 854 obyvatel (2007). Nejznámější stavbou města je renesanční La Porxada, která sloužila jako sklad obilí.